# أولاد بوبكر الكراطمة (سيدي بلكاسم)
أولاد بوبكر الكراطمة هو دُوَّار يقع بجماعة أولاد فارس، إقليم سطات، جهة الدار البيضاء سطات في المملكة المغربية. ينتمي الدوّار لمشيخة سيدي بلكاسم التي تضم 3 دواوير. يقدر عدد سكانه بـ 864 نسمة حسب الإحصاء الرسمي للسكان والسكنى لسنة 2004.

## روابط خارجية
- البوابة الوطنية للجماعات الترابية
- المندوبية السامية للتخطيط